# 奥沢城
奥沢城（おくさわじょう）は、武蔵国荏原郡世田谷（現・東京都世田谷区奥沢）にあった日本の城。現在は九品仏浄真寺となっている。

## 概要
奥沢城は吉良氏によって築かれたと言われる平城で、世田谷城の出城として用いられた。昭和62年（1987年）12月18日に世田谷区の区指定史跡に指定されている

## 歴史・沿革
- 天文 - 永禄年間頃、吉良頼康により築かれ、家臣の大平氏が守った[3]。
- 天正18年（1590年）、小田原征伐の後廃城となった。
- 延宝6年（1678年）、珂碩により九品仏浄真寺が開かれた。

## 構造
周囲の平野部に南の台地から北方に突き出た舌状台地上に占地し、台地上の九品仏浄真寺境内に方形の郭跡が認められる。九品仏駅前から台地東麓に掛けて城郭由来の地名が残ることから、城域は九品仏駅付近から台地端まで拡がっていたものと考えられる。
現在は開発が進んで失われたが、城跡周囲には近年まで堀跡及び「奥沢の底なし田圃」と言われていた深田が拡がっていた。往時はこの堀と北麓の沼地とで、三方の守りを固める構えとなっていたものと考えられる。

## 考古資料

### 遺構
九品仏浄真寺境内に方形に廻る土塁が残る。

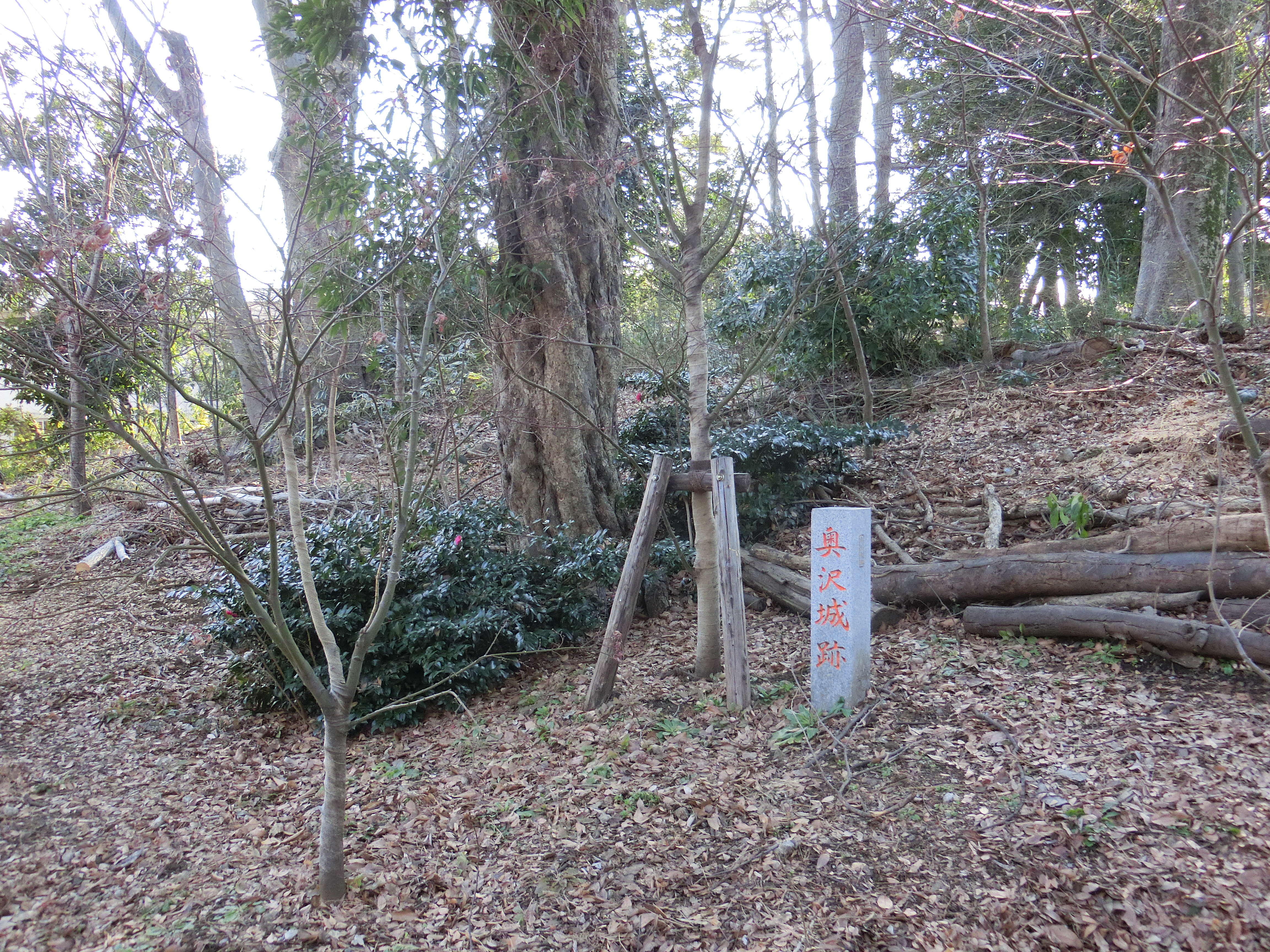
奥沢城址 土塁と標識
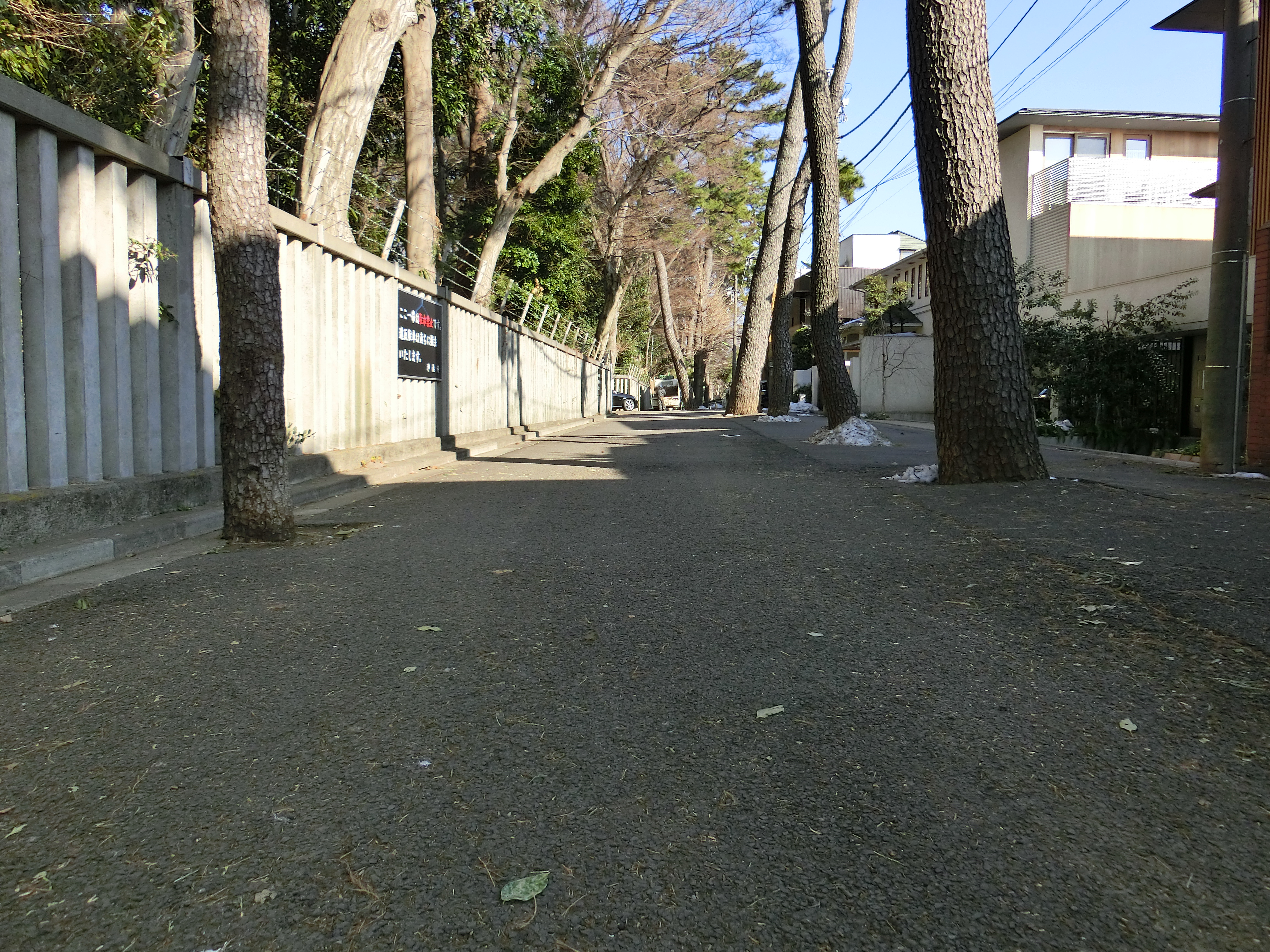
奥沢城址 土塁の南側 堀の跡と推定される場所
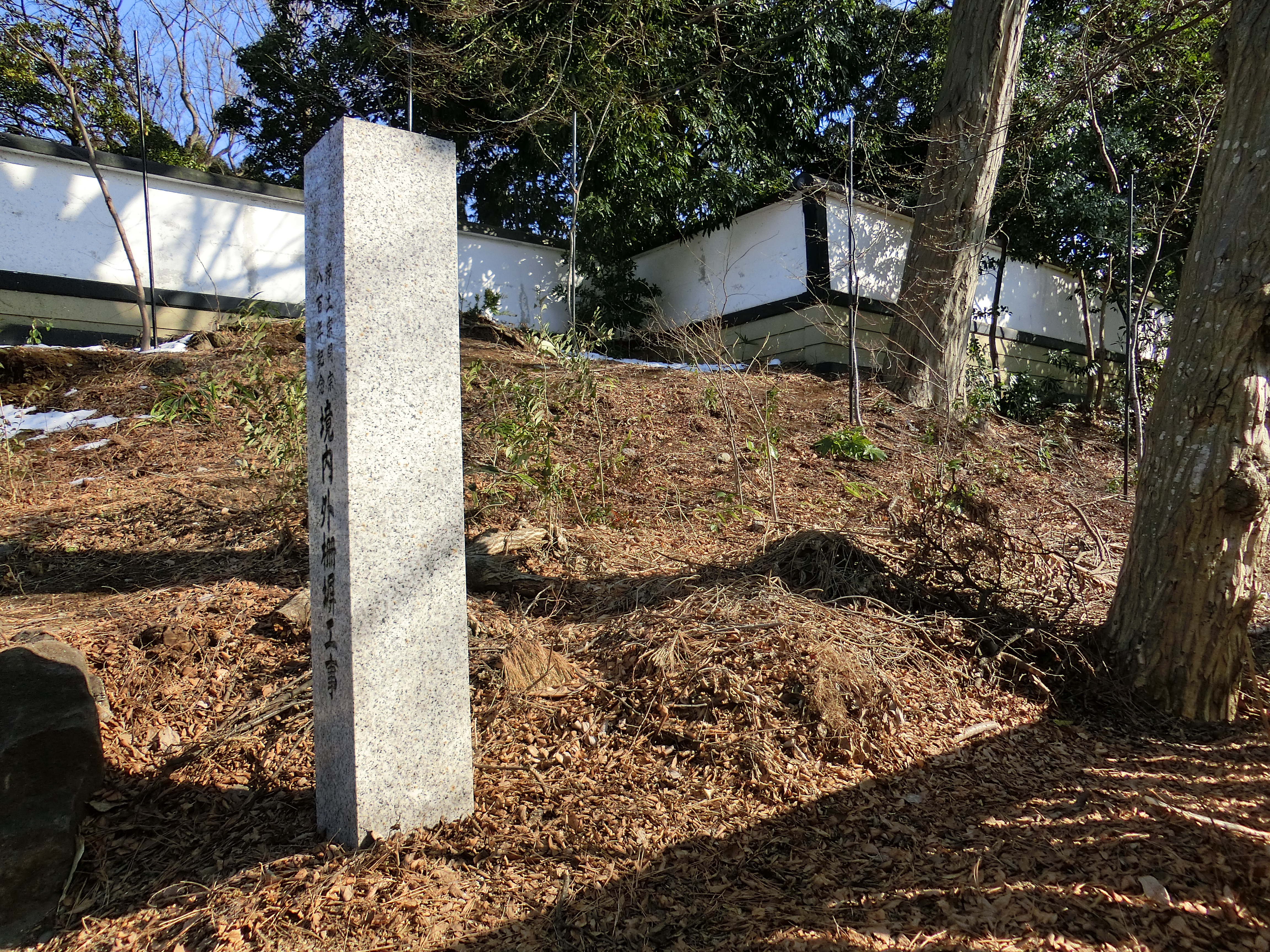
奥沢城址 土塁の北西端
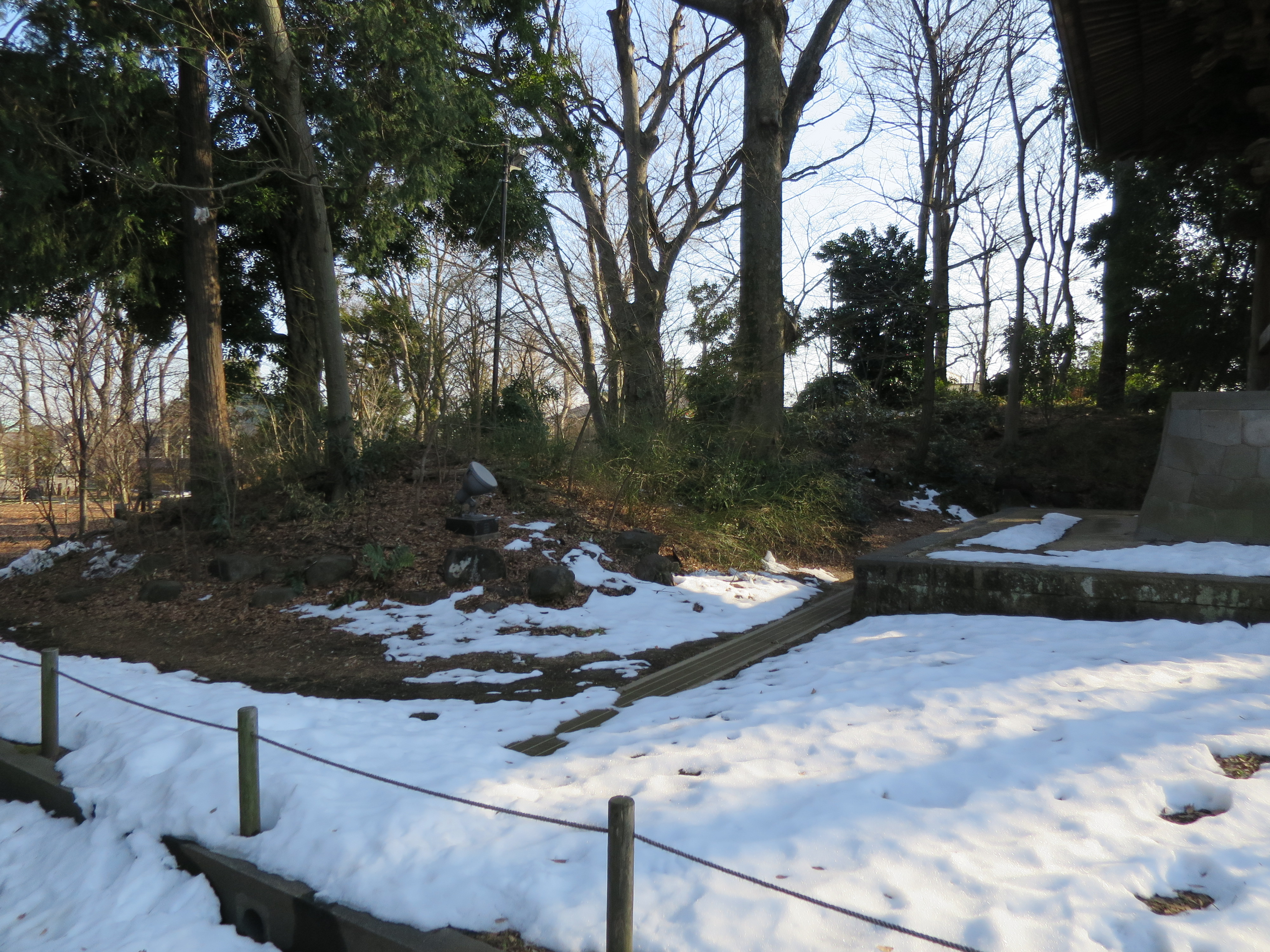
奥沢城址 土塁の東端

## 民俗資料

### 鷺草伝説
奥沢城の城主・大平出羽ノ守の愛娘・常盤姫が、世田谷城の7代目城主・吉良頼康公に10人目の側室として選ばれ寵愛を受け子供を宿した。このことを嫉妬した頼康公の他の9人の側室達の計略で、常盤姫は無実の罪を頼康公に咎められ最後は上馬の地で追手に捕らえられ自害した。
世田谷城から追われる前に、常盤姫は大平出羽ノ守に助けを求める手紙を白鷺の足に付け託したが、折からの雨に濡れた足の手紙が重くなり白鷺は奥沢城近くで力尽き息絶えた。白鷺の亡骸は付近の村人によって発見され丁寧に葬られた。あくる年の夏に、その白鷺を埋めた場所に美しい花が一斉に咲き、それは白鷺の舞い立つ姿にそっくりな花であった。人々は、常盤姫の運命を偲んでこの花を鷺草と名付けた。